# ماك-10
ماك-10 (بالإنجليزية: MAC-10)‏ رشاش أمريكي صصم بواسطة غوردون انغرام وتم أنتاجه سنة 1970.

## مستخدمون
- بوليفيا
- الصين
- كولومبيا
- إسرائيل
- بولندا
- السعودية
- إسبانيا
- المملكة المتحدة
- الولايات المتحدة
- غواتيمالا
- هندوراس
- الفلبين
- البرتغال
- اليونان
- فنزويلا